# All Around the World (Lisa Stansfield-dal)
Az All Around the World című dal a brit énekes-dalszerző Lisa Stansfield 2. kimásolt kislemeze az Affection című debütáló stúdióalbumról. A dal Stansfield legnagyobb slágere. A dalt Stansfield, Ian Devaney és Andy Morris írta. A dal kedvező értékelést kapott a zenekritikusoktól. A dalszerzők 1989-ben Ivor Novello díjat nyertek a legjobb dal kategóriában.  A dalt ezen kívül a világ minden táján Grammy-díjra jelölték, a legjobb női előadásért. Továbbá Stansfieldet a legjobb új művész kategóriában is jelölték Grammy-díjra.
Az "All Around the World" című dal a 2. európai kislemez megjelenés volt 1989. október 16-án. A dalhoz készült remixeket Yvonne Turner, Eddie Gordon, Paul Witts, és Steve Anderson készítették. Észak-Amerikában a dalt 1990. január 15-én jelentették meg, és a The 45 King és Richard Sweret által készített remixeket is tartalmazzák. Japánban 1990. február 7-én jelent meg. A dalhoz készült klipet Philip Richardson rendezte.
A dal Lisa Stansfield egyetlen első helyezést elért szólódala. Ugyanakkor a "Five Live" című George Michael és a Queen EP-je 8. helyezést ért el az Egyesült Királyságban, így Top 10-es helyezett lett.
2003-ban az "All Around the World" felkerült Stansfield Biography: The Greatest Hits című válogatás lemezére, valamint 2014-ben az "All Around the World" remixei az "Affection" és a "Face Up" című albumokra, és "People Hold On...The Remix Antology" és a "The Collection 1989-2003" című albumokra is.

## Kritikák
A dal kedvező értékelést kapott a zenekritikusoktól. Az AllMusic kritikusa, Alex Henderson a dalt melankolikus, Barry White által befolyásolt kislemeznek írta le, és megjegyezte, hogy nyilvánvaló, hogy nem olyan, mint Teena Marie, aki az első fehér énekesnő volt, aki R&B-t énekelt. Greg Shadow az Entertainment Weekly-től kérdésekkel jellemezte a dalt: "Fáj a toplista élére kerülni", vagy "Meghallgatjuk őt józanul", "Éneke olyan mint egy elfolytott láng".Robert Christgau úgy jellemezte az énekesnőt, hogy gyakorlatilag nincs védjegye. Megjelenése többnyire drámai, és ezek a dalok melyek írásában ő is részt vett, szívesen énekli. Amy Linden a Rolling Stone-től megjegyezte: Stansfield lefegyverző könnyedséggel teljesíti azt, amit kell. A magasabb hangokat is ki tudja énekelni. Az "All Around the World" című dalban az látszik, hogy ez a valaki ismeri a gyökereit, még akkor is, ha nem igazán az övé.

## Sikerek
Az "All Around the World" egy nagyon sikeres dal lett, mely számos országban lista elsővé vált. Ausztriában hat hégig, Hollandiában négy hétig, Norvégiában három hétig, az Egyesült Királyságban két hétig, Spanyolországban két hétig, míg Belgiumban egy hétig volt a slágerlisták élén. Németországban a 2. Írországban, Olaszországban, és Svájcban a 3. helyezett volt. Svédországban a 4. Finnországban a 7. helyezett volt a dal.
Az Egyesült Államok Billboard Hot 100-as listáján a 3. helyezést érte el a dal. Két hétig 1. volt a dal a Top R&B / Hip-Hop Songs és Hot Dance Club Songs listákon. Stansfield lett az első fehérbőrű nő, aki a Hot R&B / Hip-Hop listán szerepelt, mióta 1998-ban Teena Marie az Ooo La La La című dallal szerepelt ugyanezen a listán. Az Adult Contemporary listán a dal a 7. helyen végzett.
Kanadában a dal elérte a 3. helyet a Top Singles és Adult Contemporary listákon, a Dance / Urban listán az első lett a dal. Az ausztrál listán a 9. Új-Zélandon a 10. helyezést sikerült elérnie. A kislemez platina helyezést ért el az Egyesült Államokban a több mint egymillió eladott példány alapján. Az Egyesült Királyságban, Ausztráliában, Németországban, Ausztriában és Svédországban arany helyezést ért el az eladások alapján.

## 1992, 2003 és 2014-es változatok
1992-ben Stansfield újra felvette a dalt, és közösen előadta Barry White énekessel. A dal a "Time to Make You Mine" című kislemezre került fel, mely 1992 márciusában jelent meg. A kislemez bevételéből származó összes bevételt, jogdíjakat egy jótékonysági szervezetnek adományozták. Az új verzió klipjét Peter Stuart rendezte, és ezt a változatot a Just for You című White retrospective box szetbe is beillesztették. Stansfield kiadta az 1992 novemberében megjelent Biography: The Greatest Hits című válogatáslemezt is. Az "All Around the World" című dalból az amerikai piacra szánt promóciós kislemezre Norty Cotto egy remixet készített, mely a Hot Dance Club Songs listán a 34. helyezést érte el. A dalból készült egy Junior Wasquez remix is, mely digitális promó kislemezként jelent meg.
2014-ben az "All Around the World" remixe felkerült az újra kiadott "Affection" című stúdióalbumra, mely 2CD-t és egy DVD-t tartalmaz, valamint szerepel a "Face Up and on the People Hold On ... The Remix Anthology" című válogatás lemezen is, de megtalálható a "The Collection 1989-2003" című válogatás lemezen is, aho a Long version, Around the House Mix és a Runaway Love Mix szerepel. Ezek a remixek még 1989-ben készültek. A "Face Up" 2014-es újrakiadott változata 2003-as remixeket tartalmaz, úgy mint a Norty Cotto Remix, Norty's World Dub és Junior Wasquez Earth Anthem. A "People Hold On...The Remix Anthology" magába foglalja az 1989-es The Global Quest és amerikai Club Remixet, illetve a korábban nem publikált Attack Mixet, melyet a The 45 King készített.

## Számlista
| Ausztrál/Európai 7" kislemez/ Japán CD single 1. "All Around the World" – 4:22 2. "Wake Up Baby" – 3:58 Európai CD single 1. "All Around the World" – 4:22 2. "All Around the World" (Long Version) – 7:02 3. "Wake Up Baby" – 3:58 4. "The Way You Want It" (Edit) – 4:16 Ausztrál/Európai 12" single 1. "All Around the World" (Long Version) – 7:02 2. "Wake Up Baby" – 3:58 3. "The Way You Want It" (Edit) – 4:16 Európai 12" single (Remix) 1. "All Around the World" (Around the House Mix) – 6:03 2. "This Is the Right Time" (Accapella) – 2:30 3. "All Around the World" (Runaway Love Mix) – 4:37 4. "The Way You Want It" – 4:56 UK promóciós 12" single 1. "All Around the World" (The Global Quest) – 6:17 US 7" kislemez 1. "All Around the World" – 4:21 2. "Affection" – 5:50 US 12" single 1. "All Around the World" (Long Version) – 7:02 2. "All Around the World" (American Club Remix) – 11:48 3. "Affection" – 5:50 | US promóciós 12" single 1. "All Around the World" (Long Version) – 7:02 2. "All Around the World" (Single Version) – 4:21 3. "All Around the World" (American Club Remix) – 11:48 4. "All Around the World" (American Club Edit) – 4:29 1992 Európai promóciós 12" single 1. "All Around the World" (Duet with Barry White) – 4:34 2003 Európai promócius CD single 1. "All Around the World" – 4:22 2. "The Real Thing" – 4:20 3. "This Is the Right Time" – 4:31 2003 US promóciós 12" single (Norty Cotto Mixes) 1. "All Around The World" (Norty Cotto Remix) – 7:33 2. "All Around The World" (Hosh Gonna Lookapella) – 2:40 3. "All Around The World" (Lisa's Reprise) – 2:40 4. "All Around The World" (Norty's World Dub) – 7:43 5. "All Around The World" (Instrumental) – 7:33 2003 US digital promóciós 1. "All Around The World" (Junior Vasquez Earth Anthem) – 10:50 2006 US digital Dance Vault Mixes 1. "All Around The World" (Radio Mix) – 4:21 2. "All Around The World" (American Club Edit) – 4:29 3. "All Around The World" (Long Version) – 7:02 4. "All Around The World" (American Club Remix) – 11:48 Egyéb remixek 1. "All Around the World" (Attack Mix) – 5:00 |

## Slágerlista
| Slágerlista (1989–90)                  | Legjobb helyezések |
| -------------------------------------- | ------------------ |
| Ausztrália (ARIA)                      | 9                  |
| Ausztria (Ö3 Austria Top 40)           | 1                  |
| Belgium (Ultratop 50 Flanders)         | 1                  |
| Kanada Top Singles (RPM)               | 3                  |
| Kanada Adult Contemporary Tracks (RPM) | 3                  |
| Canada Dance (RPM)                     | 1                  |
| Europe (European Hot 100 Singles)      | 4                  |
| Finland (Suomen virallinen lista)      | 7                  |
| Franciaország (Single Top 100)         | 24                 |
| Germany (Official German Charts)       | 2                  |
| Greece (IFPI)                          | 1                  |
| Italy (Hit Parade)                     | 3                  |
| Hollandia (Top 40)                     | 1                  |
| Hollandia (Single Top 100)             | 1                  |
| Új-Zéland (Recorded Music NZ)          | 10                 |
| Norvégia (VG-lista)                    | 1                  |
| Spain (PROMUSICAE)                     | 1                  |
| Svédország (Sverigetopplistan)         | 4                  |
| Svájc (Schweizer Hitparade)            | 2                  |
| Egyesült Királyság (UK Singles Chart)  | 1                  |
| US Billboard Hot 100                   | 3                  |
| US Adult Contemporary (Billboard)      | 7                  |
| US Hot Dance Club Songs (Billboard)    | 1                  |
| US Hot R&B/Hip-Hop Songs (Billboard)   | 1                  |
| Slágerlista (2003)                     | Legjobb helyezések |
| US Hot Dance Club Songs (Billboard)    | 34                 |

| Slágerlista (1989)                   | Helyezések |
| ------------------------------------ | ---------- |
| Europe (Eurochart Hot 100)           | 82         |
| Norway Christmas Period (VG-lista)   | 7          |
| UK Singles (Official Charts Company) | 12         |
| Slágerlista (1990)                   | Helyezések |
| Austria (Ö3 Austria Top 40)          | 20         |
| Belgium (Ultratop 50 Flanders)       | 38         |
| Canada Top Singles (RPM)             | 21         |
| Canada Adult Contemporary (RPM)      | 8          |
| Canada Dance (RPM)                   | 6          |
| Europe (Eurochart Hot 100)           | 40         |
| Germany (Official German Charts)     | 13         |
| Italy (Hit Parade)                   | 25         |
| Netherlands (Dutch Top 40)           | 46         |
| Norway Winter Period (VG-lista)      | 2          |
| Spain (PROMUSICAE)                   | 16         |
| Switzerland (Schweizer Hitparade)    | 19         |
| US Billboard Hot 100                 | 21         |
| US Hot Dance Club Songs (Billboard)  | 3          |
| US Hot R&B/Hip-Hop Songs (Billboard) | 6          |